# Регістр стану
Регістр стану (англ. Program State Word — PSW, англ. Flag Register — RF, англ. Condition Code Register — CCR) — це частина процесора, що зберігає важливу інформацію про стан обчислювальної системи, наприклад, біти-прапорці, які характеризують результати виконання арифметичних чи логічних операцій та порівнянь. Залежно від архітектурних особливостей, вміст регістра стану може бути частиною так званого контексту, що записується в стек при перериванні, або це покладено на плечі програміста.
Часто система команд передбачає спеціальні інструкції для читання та запису бітів регістра стану, оскільки вони застосовуються зі специфічною метою: для зміни природного порядку слідування команд та управління процесором.

## Призначення прапорців
Прапорці необхідні для визначення шляху виконання та використовуються командами переходів. Наприклад, якщо певна операція дала нульовий результат, виконується одна група інструкцій, інакше — інша. В наведеному нижче прикладі перехід здійснюється за умови активності ознаки нульового результату.
```
MOV
 
AX
,
 
15

MOV
 
BX
,
 
0
Fh

CMP
 
AX
,
 
BX

JZ
 
label

; if not zero

label:

; if zero

```

Іншим випадком використання прапорців є управління режимами роботи процесора. Спеціалізовані біти можуть дозволяти чи забороняти переривання, активувати певний режим або керувати процесами.

## Найчастіше вживані прапорці
В таблиці нижче наведено найбільш вживані ознаки процесорів.
| Мнемоніка | Назва                                                  | Опис |
| --------- | ------------------------------------------------------ | --- |
| Z         | Прапорець нуля (англ. Zero flag)                       | Встановлюється, якщо результат арифметичної чи логічної операції рівний нулю. |
| C         | Прапор переносу (англ. Carry flag)                     | Використовується для додавання/віднімання чисел, більших за розрядну сітку мікропроцесора. Інколи застосовується для збереження витісненого біту при логічних, арифметичних та циклічних зсувах. |
| S         | Прапорець знаку (англ. Sign flag)                      | Дублює старший біт машинного слова, що зазвичай використовується як знак. |
| N         | Прапорець негативного результату (англ. Negative flag) | Встановлюється, якщо результат арифметичної операції від'ємний. |
| O         | Прапорець переповнення (англ. Overflow flag)           | Використовується для позначення ситуації, коли двійкове число занадто велике для збереження в регістрі результату.                                                                               |

## Інші прапорці
Окрім вищезазначених, використовуються наступні прапорці:
| Мнемоніка | Назва                                                      | Опис |
| --------- | ---------------------------------------------------------- | --- |
| P         | Прапорець парності (англ. Parity flag)                     | Встановлюється, якщо кількість одиниць в результаті останньої операції була парною. |
| I         | Прапорець переривання (англ. Interrupt flag)               | Використовується для заборони/дозволу переривань. |
| S         | Прапорець супервізора (англ. Supervisor flag)              | Означає, що процесор знаходиться в режимі супервізора, і, на відміну від режиму простого користувача, відкрито доступ до спеціальної функціональності, необхідної для операційної системи.                  |
| A         | Прапорець часткового переносу (англ. Auxiliary carry flag) | Встановлюється, якщо в результаті останньої арифметичної операції з'явився перенос між тетрадами (між 4 та 5 бітом в байті). Найчастіше використовується для реалізації операції над числами в форматі BCD. |
| F0 та F1  | Прапорці користувача                                       | Зберігають певні ознаки, доступ забезпечується спеціальними командами. |

## Регістр стану в різних процесорних архітектурах

### Архітектураx86
В даній архітектурі роль регістра стану виконує регістр EFLAGS.

### МікропроцесориRISC
Процесори архітектури SPARC мають можливість працювати як з 32-х, так і з 64-х розрядними операндами. Ця архітектура особливість була відображена в регістрі стану (англ. Condition Code Register), що складається з двох частин — xcc (англ. Extended Condition Code — для 64-х розрядних чисел) та icc (для 32-х розрядних). Якщо ж розглянути чотирибітні половинки цього регістра, то можна помітити, що вони ідентичні і складаються з прапорців переносу, переповнення, нуля та від'ємного результату.
Проте, наприклад, процесори PowerPC мають свої архітектурні особливості. Його 32-х розрядний регістр стану CR (англ. Condition Register) поділяється на 8 чотирибітних груп — CR0..CR7. Кожна з них має в своєму складі біти, що визначають негативний, позитивний, нульовий результат та прапорець переносу. Іншою особливістю даної архітектури є наявність спеціальних бітів (в CR1), що визначають ознаки результату з плаваючою комою[джерело?].
В архітектурі процесорів ARM існує 6 регістрів стану, що мають 32 біти, проте лише один — CPSR (англ. Current Program Status Register) доступний програмісту в усіх режимах. Він складається з прапорців негативного результату, переповнення, нуля, переносу та заборони переривань, а також зберігає номер режиму, в якому знаходиться процесор (для цього відводиться 5 біт).

### Мікроконтролери
Мікроконтролер ATmega103 родини AVR має в своєму складі регістр SREG (англ. Status Register), що зберігає 8 прапорців: переносу, нуля, від'ємного результату, переповнення, знаку, переносу між тетрадами, заборони переривань та біт користувача.